# Размышления о Божественной Литургии

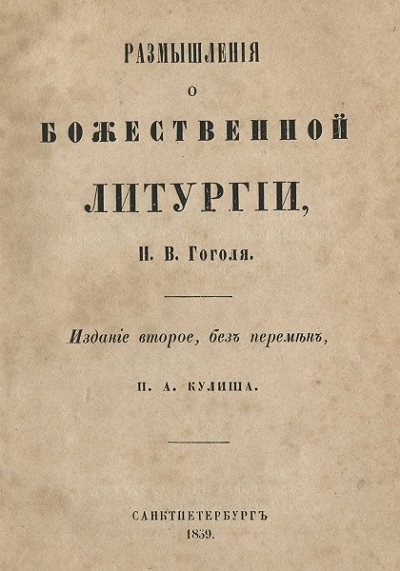

Размышления о Божественной Литургии — последнее произведение Николая Васильевича Гоголя. Задумано в 1845 году, окончание работы — за несколько месяцев до смерти. Опубликовано уже после кончины писателя. Эта книга неоднократно переиздавалась в дореволюционной России.

## История создания
Замысел книги, по всей видимости, относится ко времени пребывания Гоголя в Ницце зимой 1843—1844 года и связан, в частности, с прочитанной им тогда в журнале «Христианское Чтение» (1841, ч. 1) статьей «О Литургии» Андрея Николаевича Муравьёва, напечатанной без имени автора (впоследствии она вошла в его книгу «Письма о Богослужении Восточной Кафолической Церкви»). Статья Муравьёва была избрана Гоголем как образец стиля для создания духовного произведения, предназначенного широкому читателю, и как краткое пособие для последовательного изложения хода Литургии.
Окончив первую редакцию «Размышлений…» ещё, по-видимому, до своего путешествия в Иерусалим, то есть до 1848 года. Гоголь затем не раз редактировал, сокращал, переписывал рукопись; некоторые её части, а именно «Предисловие», «Вступление» и «Заключение», остались в черновых набросках. В дошедшей до нас рукописи встречаются пропуски слов, недописанные фразы.
Гоголь много лет изучал богословскую литературу и чин Литургий Восточной Церкви. Это сочинение Гоголь много раз переписывал. Печатать хотел в небольшом формате, поскольку желал сделать это сочинение народным, пустить в продажу по низкой цене и без своего имени. В предисловии к книге Гоголь написал:

Целью этой книги — показать, в какой полноте и внутренней глубокой связи совершается наша Литургия, юношам и людям, ещё начинающим, ещё мало ознакомленным с её значением. Из множества объяснений, сделанных Отцами и Учителями, выбраны здесь только те, которые доступны всем своей простотою и доступностью, которые служат преимущественно к тому, чтобы понять необходимый и правильный исход одного действия из другого. Намеренье издающего эту книгу состоит в том, чтобы утвердился в голове читателя порядок всего. Он уверен, что всякому, со вниманьем следующему за Литургиею, повторяя всякое слово, глубокое внутреннее значенье её раскрываться будет само собою.

## Особенности
Гоголь создавал свой труд, пользуясь в основном творениями восточных отцов, которые описывали и толковали литургическую практику своей Церкви в современный им период. Но практика богослужения со временем изменялась. Судя по всему, Гоголь редко сверял описываемые им священнодействия и их порядок с тем, что реально происходит на Литургии. Как отмечает диакон Иоанн Нефёдов, в целом порядок в «Размышлениях…» верный. Но в многочисленных деталях присутствует определённая неточность и даже путаница.
Специалист по творчеству Гоголя Игорь Золотусский замечал, что «Когда читаешь „Размышления над Божественной Литургией“, видишь, что это не богословский трактат, а сочинение поэта».

## Публикации
Судьба рукописи оказалась драматичной. Её окончательный вариант был по ошибке сожжён самим автором в ночь на 12 февраля 1852 года. Возможно, он был гораздо более последовательным и выверенным, а известный нам сегодня текст — это предварительный, черновой вариант.
Уже после смерти автора Цензурный комитет подверг уцелевший черновик значительным сокращениям, и в таком виде «Размышления…» впервые увидели свет в 1857 году.
При подготовке собрания сочинений Николая Гоголя, выпущенного с 1889 году (Сочинения Н. В. Гоголя. Изд. 10-е. Т. IV. М., 1889), текст, как указано на титуле, «сверен с собственноручными рукописями автора и первоначальными изданиями его произведений» Н. С. Тихонравовым — известным русским литературоведом и археографом. Но поскольку редактор не был академическим богословом, текст был воспроизведён со всеми многочисленными литургическими ошибками и неточностями, содержащимися в рукописи.
В советское время «Размышления» не переиздавались ни разу до 1990 года. Произведение не было включено в Полное собрание сочинений Гоголя, изданное в советское время, как якобы «не имеющее прямого отношения к литературной деятельности Гоголя и представляющее узко биографическое значение» (хотя в редакционной преамбуле к комментариям первого тома ранее было указано, что книга всё же будет включена в собрание).
Книга дважды издавалась в русском зарубежье издательством преподобного Иова Почаевского в 1952 году и в 1965 году.
Впервые после революции «Размышления о Божественной Литургии» были опубликованы в газете «Комсомолец Киргизии» № 8 (8927) 21.02.1990, далее в № 11, 14, 16, 18, 28, 31, 32, 33, 35, 56, 37, 38 и 39 (Публикация А. С. Кацева) и в журнале «Наше наследие», № 5 за 1990 год. В том же году вышли два отдельных издания. В дальнейшем «Размышления…» переиздавались неоднократно, как отдельными изданиями, так и в составе сборников и собраний сочинений Гоголя.